# Captain America: The Winter Soldier
Captain America: The Winter Soldier (bra: Capitão América 2 - O Soldado Invernal; prt: Capitão América: O Soldado do Inverno) é um filme estadunidense de 2014 baseado no herói homônimo da Marvel Comics, produzido pela Marvel Studios e distribuído pela Walt Disney Studios Motion Pictures. É a sequência de Capitão América: O Primeiro Vingador e o nono filme do Universo Cinematográfico Marvel. O filme foi dirigido por Anthony e Joe Russo, com roteiro de Christopher Markus e Stephen McFeely. É estrelado por Chris Evans como o Capitão América, o restante do elenco inclui, Scarlett Johansson, Sebastian Stan, Cobie Smulders, Hayley Atwell e Samuel L. Jackson reprisando seus papéis nas produções do Universo Marvel Cinematográfico. Frank Grillo, Emily VanCamp, Robert Redford e Anthony Mackie, se juntam a franquia.
Christopher Markus e Stephen McFeely, que escreveram o roteiro de Capitão América: O Primeiro Vingador, afirmaram que antes do lançamento do filme eles estavam trabalhando em uma continuação, e em junho de 2012, Anthony e Joe Russo entraram em negociação para trabalhar no projeto. No mês seguinte, lançando os papéis coadjuvantes, começaram com as audições de Anthony Mackie e Sebastian Stan. A fotografia principal começou em abril de 2013, em Los Angeles, Califórnia, antes de se mudar para Washington e Cleveland, Ohio. Uma grande influência na produção foram filmes de conspiração da década de 1970, tais como Three Days of the Condor e o arco de história em quadrinhos The Winter Soldier, roteirizado por Ed Brubaker, o Império Secreto, por Steve Englehart, e histórias da S.H.I.E.L.D., por Jonathan Hickman.
Capitão América: O Soldado Invernal estreou no El Capitan Theatre em Los Angeles no dia 13 de março de 2014. Foi lançado internacionalmente em 26 de março de 2014, e na América do Norte em 04 de abril de 2014, em  2D, 3D e IMAX 3D. O filme recebeu elogios da crítica por sua direção, enredo, atuações, sequências de ação e efeitos visuais, também foi um sucesso financeiro arrecadando mais de US$ 714 milhões mundialmente. Foi a quarta maior bilheteria doméstica com quase US$ 260 milhões, ficando atrás apenas de American Sniper, The Hunger Games: Mockingjay – Part 1 e Guardians of the Galaxy. Na receita mundial, ficou na sétima posição. O longa recebeu uma indicação ao Oscar na categoria de Melhores Efeitos Visuais. A sequência, intitulada Capitão América: Guerra Civil, também dirigida pelos irmãos Russo, chegou aos cinemas em maio de 2016.

## Enredo
Dois anos depois da batalha de Nova York, Steve Rogers vive em Washington, D.C. e trabalha para a agência de espionagem S.H.I.E.L.D. enquanto tenta se ajustar ao mundo moderno. Rogers, Natasha Romanoff e a equipe S.T.R.I.K.E. liderada por Brock Rumlow são enviados para libertar reféns de um navio da S.H.I.E.L.D. que foi dominado por piratas franceses liderados pelo mercenário Georges Batroc. Durante a missão Rogers descobre que Natasha possuía uma outra missão: extrair dados do computador do navio, por ordens de Nick Fury. Rogers retorna ao Triskelion, a sede da S.H.I.E.L.D. para confrontar Fury e lá é informado sobre o projeto Insight: três aeroporta-aviões com o objetivo de espionar satélites, destinados a eliminar ameaças previamente. Rogers, porém, não concorda com o projeto.
Mais tarde, ao tentar e falhar em abrir os arquivos obtidos por Natasha, o próprio Fury suspeita do projeto Insight e pede ao seu chefe, Alexander Pierce, para atrasar o projeto. Logo em seguida, Fury se encaminha para um encontro com Maria Hill, mas é emboscado na rua por um grupo de "policiais" altamente armados. Depois de uma perseguição intensa pelas ruas da cidade, o carro de Fury é atingido por um misterioso soldado que tinha um braço de metal. Fury consegue escapar e vai ao apartamento de Rogers, onde lhe diz que a S.H.I.E.L.D. está comprometida. De repente, Fury é baleado e entrega a Rogers um pen drive, dizendo que ele não confie em ninguém. Rogers persegue o atirador, o mesmo soldado com um braço de metal, mas ele acaba escapando. No hospital, Fury é declarado morto.
No dia seguinte, Pierce conversa com Rogers, mas este se recusa a explicar o motivo de Fury ter ido a seu apartamento. Percebendo que ele está escondendo algo, Pierce o considera um criminoso e manda todos os agentes da S.H.I.E.L.D. perseguirem ele. Rogers escapa do Triskelion e se junta a Natasha, que revela que o assassino de Fury é conhecido como Soldado Invernal e é responsável por vários assassinatos nos últimos 50 anos. Sem conseguir decifrar os dados do pen drive, eles conseguem, no entanto, descobrir a localização de origem dos dados, o campo onde Rogers treinou em Nova Jersey. Lá eles encontram um esconderijo secreto dentro de uma base original da S.H.I.E.L.D. Eles ativam um supercomputador que contém a consciência preservada de Arnim Zola, que revela que desde que a S.H.I.E.L.D. foi fundada após a Segunda Guerra Mundial, a Hidra vem controlando a agência secretamente, semeando o caos global na esperança de que a humanidade estaria disposta a entregar sua liberdade em troca de segurança. Ele explica que o pen drive contém um algoritmo criado por ele, mas não tem tempo de explicar o que o algoritmo faz, pois o local é imediatamente bombardeado.
Rogers e Romanoff conseguem escapar e recorrem a ajuda de Sam Wilson, um ex-militar e paraquedista, de quem Rogers se tornou amigo.  Durante a visita, Wilson revela que pilotava um traje de vôo especial, chamado de "Falcão". Enquanto isso, Pierce, que se revela o líder da Hidra, convoca o Soldado Invernal para matar Rogers e Natasha. Rogers, Romanof e Wilson interrogam um infiltrado da Hidra, o agente Jasper Sitwell, que revela que o algoritmo de Zola seleciona alvos que possam se tornar ameaças para os planos da Hidra, sendo a função dos aeroporta-aviões matar essas pessoas. No caminho para a sede da S.H.I.E.L.D., o grupo é atacado pelo Soldado Invernal que mata Sitwell. Rogers enfrenta pessoalmente o Soldado Invernal e, quando a máscara deste cai, Rogers o reconhece como Bucky Barnes, seu melhor amigo, o qual, porém, não reconhece Rogers. O trio é capturado pela S.H.I.E.L.D., porém Hill consegue libertá-los e levá-los para um local seguro, onde Fury, que forjou sua morte, está esperando com planos para haquear os aeroporta-aviões substituindo seus chips controladores. Rogers deduz que Barnes passou por experimentos biológicos quando foi prisioneiro da Hidra e que por isso sobreviveu a queda do trem e, depois de ter sua memória apagada, vem sendo usado como um soldado da Hidra.
Depois que os membros do Conselho de Segurança Mundial chegam para o lançamento dos aeroporta-aviões no Triskelion, Rogers acessa o prédio e revela a todos os agentes que a S.H.I.E.L.D. é controlada pela Hidra. Natasha disfarçada de um dos membros do conselho, consegue desarmar Pierce. Fury chega e força Pierce a desbloquear o acesso ao banco de dados da S.H.I.E.L.D. para que Natasha possa vazar os segredos da S.H.I.E.L.D. / Hidra. Enquanto isso Rogers e Wilson invadem os aeroporta-aviões e conseguem substituir os chips de dois deles, porém, quando tentam substituir o terceiro chip, o Soldado Invernal destrói o uniforme de Wilson e trava uma longa luta com Rogers enquanto os aeroporta-aviões miram seus milhares de alvos. Enquanto isso, Pierce mata todos os conselheiros e toma Natasha como sua refém, porém é morto por Fury. Steve Rogers luta com Bucky, mas se recusa a matá-lo, tentando fazer com que ele se lembre de quem é, mas sem sucesso. Rogers, porém, consegue substituir o último chip, dando o controle dos aeroporta-aviões a Hill, que faz as naves dispararem uma contra a outra, destruindo-as. Uma das aeronaves se choca contra o Triskelion, onde Wilson lutava com Rumlow, mas Wilson consegue escapar com a ajuda de Romanoff e Fury. Rogers, ferido, é atacado novamente por Bucky, mas se recusa a lutar com ele, pois ele é seu amigo. Confuso, Bucky reconhece uma frase que Steve lhe fala, mas logo depois Steve é derrubado da aeronave e cai inconsciente no Rio Potomac. Bucky o resgata, levando-o até a margem do rio e logo depois vai embora e desaparece. Com a S.H.I.E.L.D. em desordem, Natasha participa de uma subcomissão do Senado para tratar dos segredos revelados por ela, Fury mantém sua morte forjada e vai para a Europa em busca de bases restantes da Hidra. Rogers e Wilson, com a ajuda de Natasha, que lhes consegue algumas informações, decidem rastrear o Soldado Invernal.
Em uma cena no meio dos créditos, Barão von Strucker, em um laboratório da Hidra, proclama que os esforços da Hidra vão continuar. Ele observa o Cetro de Loki, do qual ele tem extraído energia, e dois prisioneiros: um com velocidade sobre-humana e outra com poderes telecinéticos. Em uma cena pós-créditos, Bucky Barnes visita o museu Smithsonian, onde havia uma exposição sobre o Capitão América, e observa um memorial para ele próprio, reconhecendo sua verdadeira identidade.

## Elenco

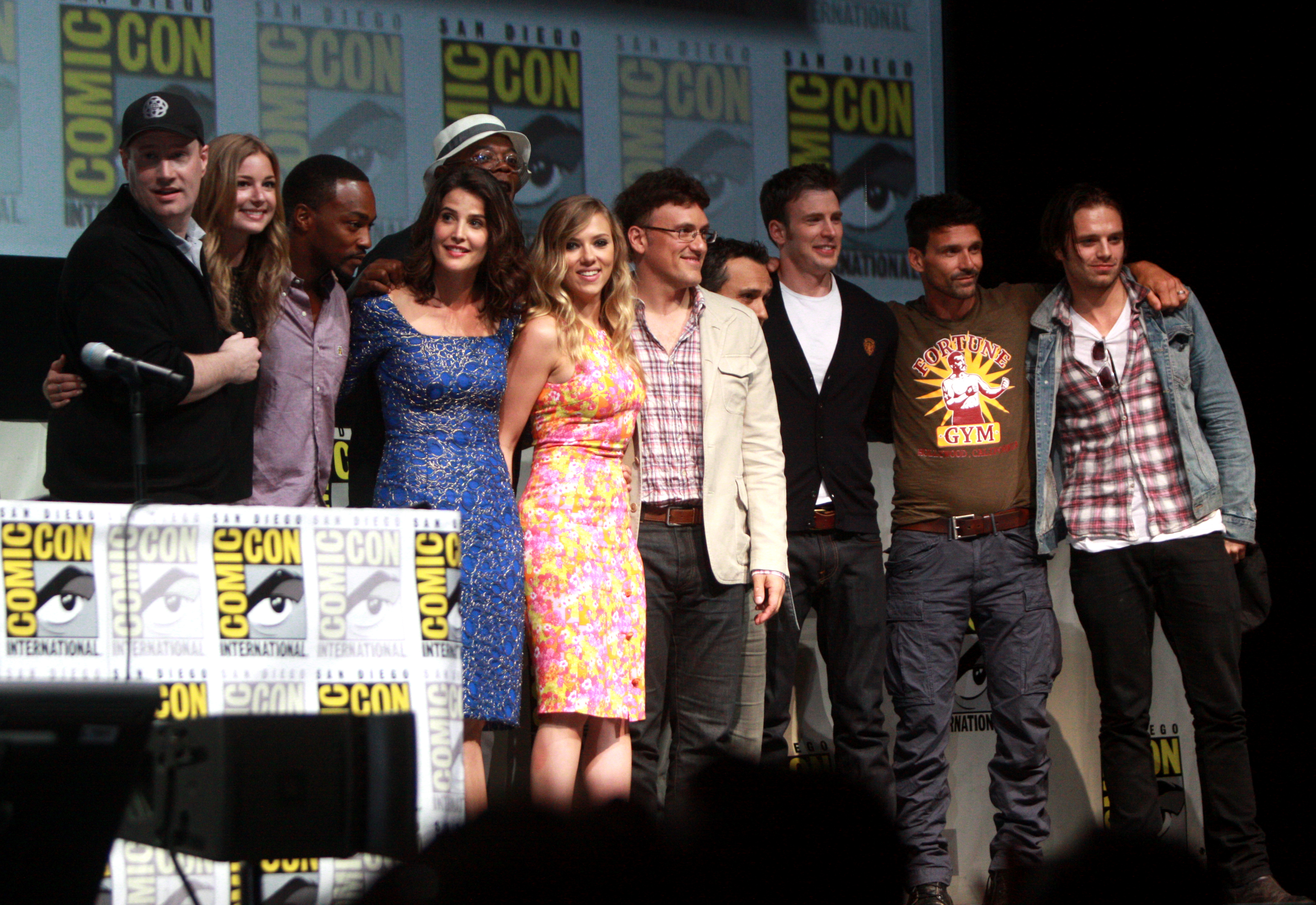
O elenco e a equipe de Captain America: The Winter Soldier no San Diego Comic-Con International 2013. da esquerda para direita: O produtor Kevin Feige, VanCamp, Mackie, Smulders, Jackson, Johansson, os diretores Anthony e Joe Russo, Evans, Grillo, Stan)

- O elenco e a equipe de Captain America: The Winter Soldier no San Diego Comic-Con International 2013. da esquerda para direita: O produtor Kevin Feige, VanCamp, Mackie, Smulders, Jackson, Johansson, os diretores Anthony e Joe Russo, Evans, Grillo, Stan)Chris Evans como Steve Rogers / Capitão América: Um veterano da Segunda Guerra Mundial, que foi aprimorado fisicamente por um soro experimental e congelado antes de acordar no mundo moderno. Descrevendo o ajuste de seu personagem para o mundo moderno, Evans disse: "Não é tanto sobre seu choque com a tecnologia, é mais sobre as diferenças sociais. Ele se foi a partir dos anos 40 aos dias de hoje. Ele vem de um mundo onde as pessoas eram um pouco mais confiantes, as ameaças não tão profundo. Agora, é difícil dizer quem está certo e errado. Ações que você toma para proteger as pessoas contra ameaças poderia comprometer liberdades e privacidade. Isso é difícil para Steve engolir." Evans treinou parkour, jiu-jitsu, karatê, boxe, kickboxing e ginástica, como os Irmãos Russo acredita que trazer Rogers nos dias moderno também significava que ele tinha estudado e dominado estilos de luta e técnicas modernas. Os cineastas também olharam para fazer o escudo do personagem, que tem sido tradicionalmente usada para a defesa, uma arma mais ofensiva.
- Scarlett Johansson como Natasha Romanoff / Viúva Negra: Uma espiã altamente treinada trabalhando para a S.H.I.E.L.D., que tem parceria com Rogers. O roteirista Christopher Markus disse que Viúva Negra era um "grande contraste" para o Capitão América, descrevendo-a como "incrivelmente moderna, não muito reverente, e apenas muito simples enquanto que Steve é, você sabe que um homem dos anos 40. Ele não é um escoteiro, mas ele é reservado e tem um centro moral, enquanto seus movimentos centram na moral. " Os Russo acrescentaram: "Ela é uma personagem que encontra-se para a vida. Isso é o que ela faz. Ele é uma personagem que diz a verdade. Dê-lhe um problema e eles terão diferentes maneiras de abordá-lo. Ela está empurrando-o para a modernização, e ele está empurrando-a para adicionar um certo nível de integridade de sua vida."  Quando perguntado sobre o relacionamento de Romanoff com Rogers, Johansson disse: "Por uma série de encontros infelizes, eles estarão em uma situação em que sua amizade se torna mais íntima. Eles compartilham muitas semelhanças, porque eles vivem na defensiva, sem depender de ninguém. Além disso, os dois vem trabalhado para o governo ao longo das suas carreiras profissionais. Com sua amizade eles começam a questionar o que eles querem e qual é a sua verdadeira identidade."
- Sebastian Stan como Bucky Barnes / Soldado Invernal: Melhor amigo de Steve Rogers, que ressurgiu como um assassino que sofreu lavagem cerebral depois de ser dado como morto em combate durante a Segunda Guerra Mundial. Sobre o personagem, Feige disse: "O Soldado Invernal foi metodicamente, quase roboticamente, seguindo ordens por 70 anos." Stan disse, apesar de seu negócio de nove filmes com a Marvel Studios incluindo sua aparição em Capitão América: O Primeiro Vingador, ele não tinha certeza sobre um retorno iminente para Bucky, e só foi nomeado o Soldado Invernal através de um amigo assistir a San Diego Comic-Con. O ator fez cinco meses de treinamento físico para se preparar para o papel e fez uma pesquisa histórica afirmando: "Eu mergulhei em toda a Guerra Fria. Olhei para a KGB. Olhei para todos os tipos de filmes de espionagem, e todos os tipos de documentários sobre esse tempo, e do que se tratava. Peguei tudo, desde esse período de tempo. Qualquer coisa sobre lavagem cerebral." Stan também praticou diariamente com a faca usada pelo Soldado Invernal. Em relação a transição de Bucky para o Soldado Invernal, Stan disse: "Você sabe, a verdade da situação é que, embora ele parece muito diferente e há coisas diferentes sobre ele, ele ainda vem da mesma pessoa. Eu acho que você vai começar a ver que não importa o quê. Eu acho que parte do meu objetivo aqui era se certificar de que você vê uma extensão dessa versão, mas apenas uma cor diferente daquela mesma versão de uma outra forma. Acho que ele ainda é o mesmo cara, ele é feito do mesmo tecido."  Stan declarou como ele sentiu com a introdução do personagem no filme, e "foi como uma espécie de pré-visualização do cara , com mais para o personagem a ser explorado do Soldado Invernal na sequela, Capitão América: Guerra Civil.
- Anthony Mackie como Sam Wilson / Falcão: Um ex-paraquedista treinado pelos militares em combate aéreo usando um pacote de asa especialmente projetado. Sobre o papel, Mackie disse que "Wilson é um cara muito inteligente, que passou por grande treinamento militar e se torna um líder tático." Comentando: "Ele é o primeiro super-herói Afro-Americano. Faz-me sentir que todo o trabalho que eu fiz foi valendo a pena. Eu tenho um filho, sobrinhos e sobrinhas, e eu amo a ideia de que eles podem vestir-se como o Falcão no Dia das Bruxas. Agora eles têm alguém que pode idolatrar. Isso é uma enorme honra para mim." A Marvel, que lançou Mackie por causa de sua "energia e senso de diversão ", não o deixam ler o script antes de assinar por diante. Mackie passou cinco meses fazendo workouts duas vezes ao dia e que fez uma dieta de 11.000 calorias por dia para entrar em forma para o papel. Comentando sobre relacionamento de Rogers com Wilson, Evans disse: "O personagem de Anthony Mackie, ele costumava servir, agora ele trabalha no Assunto de Veteranos com aconselhamento a veteranos que vêm para casa com estresse pós traumático. Eles se conectam a esse nível que eu acho que eles são ambos os guerreiros feridos que não sangram em outras pessoas. Cap não tem ninguém para sangrar. Eu acho que Mackie sabe como lidar com pessoas assim. ... Às vezes, quando as coisas estão ruins, confiar em um estranho é o caminho a percorrer."
- Cobie Smulders como Maria Hill: Uma agente da S.H.I.E.L.D. de alto escalão que trabalha em estreita colaboração com Nick Fury. Smulders disse ela encenou algumas de suas próprias cenas de ação no filme, explicando: "Eu tento fazer meus próprios conluios sempre que posso. Você só está autorizado a fazer certas acrobacias. Há uma incrível equipe de dublês que fazem a maioria do trabalho neste filme. Mas, eu estudei um monte de taekwondo. Eu também fiz um monte de treinamento apenas com armas, porque eu não sou muito confortável em torno de armas. Eu tive que ficar confortável porque isso é coisa da minha personagem ... Eu gosto de ficar realmente fisicamente preparada para que eu me sinta habilitada quando estou no set e mesmo que você não vê-la na tela, talvez eu estou levando as pessoas para fora que você não vejo fora da câmera."
- Frank Grillo como Brock Rumlow: Comandante do contra-terrorismo da S.H.I.E.L.D., e líder da equipe S.T.R.I.K.E. Sobre o personagem, Grillo disse: "Ele é um cara mau-burro. Ele praticamente bate em todos no filme e que é realmente dele." Em relação alter ego de Rumlow, Grillo disse: "Muito cedo os Russo disse: 'Olha, este é um filme de origem para esta personagem. Nós vamos descobrir quem é este e um grande filme com um monte de peças móveis, mas nós vamos descobrir que neste filme e, você sabe, está aqui a informação sobre quem se transforma em Brock Rumlow e blá, blá, blá.' E assim nós tivemos várias discussões sobre o que vem depois disso, que coisa. Então, você sabe, é óbvio Rumlow está coberto de escombros e queimaduras do final, mas você vê que ele ainda está lá. Eles não fazem isso por nenhuma razão."
- Emily VanCamp como Sharon Carter / Agente 13: Uma agente da S.H.I.E.L.D. atribuída para proteger Rogers sem o seu conhecimento. Sobre o personagem, VanCamp disse: "Eu interpreto Sharon Carter, que todo mundo sabe, mas nós realmente não tocam em que neste filme. É apenas uma espécie de apresentá-la. Quando começamos a vê-la, percebemos que ela está vivendo ao lado de Capitão América... que tipo de ter um pouco de coisa acontecendo e como todos sabemos nos quadrinhos tiveram um caso amoroso por anos. Eles tinham um relacionamento muito complicado. É quase como se eles estão plantando as sementes agora. Classificar de sair da sala para ir para onde eles querem ir com ele." Em relação a seu elenco, Joe Russo disse: "Queríamos alguém que Cap teria um interesse imediato. Tinha que ser uma pessoa de temperamento forte, e nós sentimos que a obra de Emily em Revenge foi um grande tubo de ensaio para o que esse personagem poderia ser. Ela é, obviamente, muito credível com fisicalidade, ela segura a tela muito bem, e ela ainda se parece com o personagem dos quadrinhos."
- Hayley Atwell como Peggy Carter: Uma oficial aposentada com a Reserva Científica Estratégica e uma co-fundadora da S.H.I.E.L.D., que é um ex-interesse amoroso de Steve Rogers. Ao receber o roteiro, Atwell percebeu que o caráter "seria de 96 anos, e eu ficaria até com os globos oculares em próteses." A equipe de efeitos visuais não estava satisfeito com a maquiagem inicial usada para fazer Atwell mais velha, e eventualmente, recorreu a seu envelhecimento através de métodos CGI.
- Robert Redford como Alexander Pierce: Um líder sênior dentro da S.H.I.E.L.D., um membro do Conselho de Segurança Mundial e um velho camarada de Nick Fury. Redford foi escalado em parte como uma homenagem a seus papéis em thrillers dos anos 1970 como Three Days of the Condor, e para que os diretores descreveram como "uma lenda em atuação desempenhando um papel de vilão", parecido com a de Henry Fonda em Era uma Vez no Oeste. Quanto ao que o atraiu para o filme, Redford disse que ele se interessou por ser diferente de seu trabalho habitual, e que ele "queria experimentar esta nova forma de fazer cinema que tomou sobre o lugar onde você tem tipo de personagens de desenhos animados trouxe para a vida através de alta tecnologia."
- Samuel L. Jackson como Nick Fury: O diretor da S.H.I.E.L.D.. No que diz respeito código questionável de fúria de ética, Jackson disse: "Quase tudo o que saiu da boca de Nick Fury é uma mentira em algum sentido. Ele tem que perguntar, é ele mesmo mentindo para si mesmo, também? Ele tem uma ideia muito boa do que está acontecendo, mas sua paranoia o impede de acreditar um pouco nele." Jackson acrescentou: "Você vê Nick Fury como o cara do escritório, ele vai sobre o trabalho do dia-a-dia da S.H.I.E.L.D. e da política, ao contrário de que outras coisas. É ótimo tê-lo como lidar com o Capitão América em termos de ser capaz de falar com ele, soldado para soldado e tentar explicar a ele como o mundo mudou de uma outra forma, enquanto ele estava congelado no tempo. Algumas das pessoas que costumavam ser nossos inimigos agora são nossos aliados, ele tentando descobrir, bem, como nós confiamos nesses caras? ou como é que nós confio os caras que você não confiar em quem não confio em você? E explicando-lhe que o preto e branco de mocinhos / bandidos já se transformou em esta área cinzenta.'' McFeely disse: "Fury representa um obstáculo para Steve em alguns aspectos. Eles nem sempre concordam sobre como S.H.I.E.L.D. deveria ser usada." Os escritores deram a Fury um papel mais proeminente no Soldado Invernal, uma vez dentro de um enredo que caracteriza S.H.I.E.L.D. a ser desmantelado, Fury "tomaria o peso dele.'' Ele também se destina em ter um personagem que tinha sido até agora descrito como um homem auto-confiante em carga que está sendo retratado como vulneráveis, para aumentar a sensação de perigo da conspiração da Hidra.

Além disso, Toby Jones, Maximiliano Hernández e Garry Shandling reprisam seus papéis de filmes anteriores como Arnim Zola, Jasper Sitwell e o senador Stern, respectivamente. A lenda do MMA Georges St. Pierre interpretou Georges Batroc, um mercenário e um mestre da forma francesa do kickboxing conhecido como Savate. Callan Mulvey interpreta Jack Rollins, um membro da unidade S.T.R.I.K.E. da S.H.I.E.L.D.. Chin Han, Jenny Agutter, Alan Dale e Bernard White aparecem como membros do Conselho de Segurança Mundial. Danny Pudi e DC Pierson têm pequenos papéis como um técnico da S.H.I.E.L.D. e um empregado da Apple, respectivamente. Gary Sinise narra uma exposição do Capitão América no Instituto Smithsoniano e Stan Lee faz um cameo como um guarda de segurança. O criador do Soldado Invernal, Ed Brubaker faz um cameo como um cientista que trabalha para a Hidra. O co-diretor Joe Russo fez um cameo como um médico, Christopher Markus e Stephen McFeely fazem cameos como dois interrogadores da S.H.I.E.L.D.. Thomas Kretschmann, Henry Goodman, Elizabeth Olsen e Aaron Taylor-Johnson aparecem, sem créditos, como Barão Wolfgang von Strucker, Dr. List e os gêmeos Wanda Maximoff e Pietro Maximoff / Mercúrio, respectivamente, na cena em meios os créditos.

## Produção

### Desenvolvimento

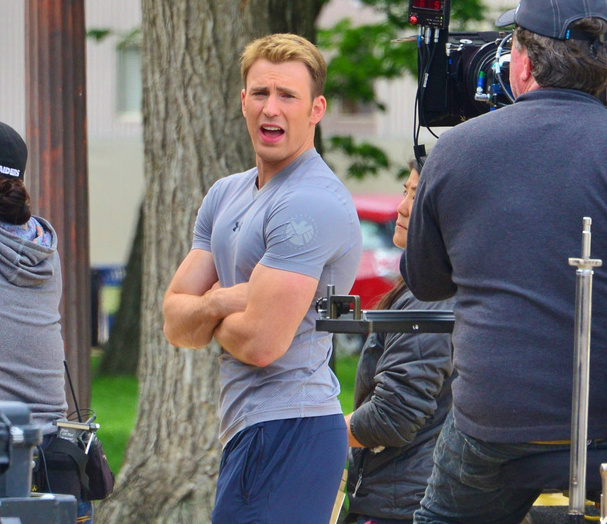
Evans durante as filmagens do filme em 2013

Os roteiristas Christopher Markus e Stephen McFeely, disseram em abril de 2011 que haviam começado a escrever uma sequência para a Marvel Studios. Em junho de 2011, McFeely disse em uma entrevista: "A história provavelmente será nos dias de hoje. Nós estamos experimentando como recapitular mais elementos do período da Segunda Guerra Mundial. Não posso dizer muito mais do que isso, mas nós o fizemos grande o suficiente para se referir a mais histórias do passado" McFeely explicou mais tarde que os primeiros meses de escrita iam e voltavam o processo com a Marvel, mas que depois um esboço foi terminado no final daquele ano, a história não mudou muito. Em setembro de 2011, Chris Evans, disse que o segundo filme não poderia ser liberada até 2014. Em janeiro 2012, Neal McDonough, que interpretou Dum Dum Dugan em Capitão América: O Primeiro Vingador, mencionou que uma sequela provavelmente seria filmado após a conclusão de Thor: O Mundo Sombrio, que seria provavelmente antes do final de 2012.
Em março de 2012, foi relatado que a Marvel havia reduzido um campo de dez potenciais diretores para três candidatos; George Nolfi (The Adjustment Bureau), F. Gary Gray (The Italian Job), e os irmãos Anthony e Joe Russo (Community) para dirigir o novo filme do Capitão América. A Walt Disney Pictures anunciou o planejamento de lançar a sequência de Capitão América: O Primeiro Vingador em 4 de abril de 2014. A Disney declarou: "A segunda parcela vai prosseguir onde... Os Vingadores sai de cena, como Steve Rogers continua sua afiliação com Nick Fury e S.H.I.E.L.D. e a luta para abraçar o seu papel no mundo moderno". Mais tarde, em abril, foi informado que F. Gary Gray retirou seu nome da consideração, preferindo dirigir a biografia do grupo N.W.A. Straight Outta Compton para a New Line Cinema.

## Recepção

### Bilheteria
Captain America: The Winter Soldier ganhou 259,8 milhões de dólares na América do Norte e 454,7 milhões de dólares em outros territórios, para um total mundial de 714,4 milhões de dólares. Tornou-se a sétima maior bilheteria de 2014 em todo o mundo.

### Recepção crítica
O filme foi bem recebido pela crítica. No site Rotten Tomatoes tem uma aprovação de 90%, baseado em 253 críticas, com o seguinte consenso: "Suspense e politicamente astuto, Captain America: The Winter Soldier é um filme que honra as emoções no Universo Marvel". No Metacritic tem uma pontuação 70/100, baseado em 44 críticas. O público pesquisado pelo CinemaScore deu ao filme uma nota "A" em uma escala de "A+" a "F".
Todd McCarthy, do The Hollywood Reporter, disse que o filme "dá o passo ousado (para a Marvel) de reduzir o espetáculo em CGI a um mínimo relativo em favor de reviver os prazeres da ação pesada da velha escola, do desenvolvimento surpreendente do personagem e do suspense intrigante". Scott Foundas, da revista Variety, disse que o filme está "cheio de suspense de tirar o fôlego ditado pelo gênero, mas igualmente rico nos momentos calmos e ternos dos personagens que tornaram o primeiro filme único entre os filmes recentes da Marvel". Richard Roeper, do Chicago Sun-Times, considerou-o "outro capítulo sólido na história da Marvel nas telonas", embora o tenha comparado desfavoravelmente a The Avengers, Homem de Ferro e Homem de Ferro 3.
Por outro lado, Kenneth Turan do Los Angeles Times caracterizou o filme com falta de inspiração. Robbie Collin do The Daily Telegraph expressou desapontamento com a falta de riscos assumidos pelo filme em comparação com sua "premissa relativamente picante". Mick LaSalle, do San Francisco Chronicle, achou que o filme era muito longo, com cenas de ação monótonas e ilegíveis.

## Prêmios e indicações
| Ano  | Prêmio / Festival            | Categoria                                 | Indicado                                            | Resultado | Ref(s) |
| ---- | ---------------------------- | ----------------------------------------- | --------------------------------------------------- | --------- | ------ |
| 2014 | Golden Trailer Awards        | Melhor Ação                               | Captain America: The Winter Soldier                 | Indicado  | [ 28 ] |
| 2014 | Golden Trailer Awards        | Melhor Ação TV Spot                       | Captain America: The Winter Soldier                 | Venceu    | [ 28 ] |
| 2014 | Golden Trailer Awards        | Melhor Música TV Spot                     | Captain America: The Winter Soldier                 | Indicado  | [ 28 ] |
| 2014 | Prémios Teen Choice          | Melhor Filme – Ficção científica/Fantasia | Captain America: The Winter Soldier                 | Indicado  | [ 29 ] |
| 2014 | Prémios Teen Choice          | Melhor Ator – Ficção científica/Fantasia  | Chris Evans                                         | Indicado  | [ 29 ] |
| 2014 | Prémios Teen Choice          | Melhor Atriz– Ficção científica/Fantasia  | Scarlett Johansson                                  | Indicado  | [ 29 ] |
| 2014 | Prémios Teen Choice          | Melhor Química                            | Chris Evans e Anthony Mackie                        | Indicado  | [ 29 ] |
| 2014 | Prémios Teen Choice          | Melhor Beijo apaixonado                   | Chris Evans e Scarlett Johansson                    | Indicado  | [ 29 ] |
| 2014 | Prémios Teen Choice          | Melhor Ladrão de cena                     | Anthony Mackie                                      | Indicado  | [ 29 ] |
| 2014 | Young Hollywood Awards       | Melhor Super-herói                        | Chris Evans                                         | Indicado  | [ 30 ] |
| 2015 | Critics' Choice Movie Awards | Melhor Filme de Ação                      | Captain America: The Winter Soldier                 | Indicado  | [ 31 ] |
| 2015 | Critics' Choice Movie Awards | Melhor Ator em um Filme de Ação           | Chris Evans                                         | Indicado  | [ 31 ] |
| 2015 | People's Choice Awards       | Filme Favorito em um Filme de Ação        | Captain America: The Winter Soldier                 | Indicado  | [ 32 ] |
| 2015 | People's Choice Awards       | Atriz Favorita                            | Scarlett Johansson                                  | Indicado  | [ 32 ] |
| 2015 | People's Choice Awards       | Dupla favorita                            | Chris Evans e Scarlett Johansson                    | Indicado  | [ 32 ] |
| 2015 | People's Choice Awards       | Filme Favorito de ação                    | Captain America: The Winter Soldier                 | Indicado  | [ 32 ] |
| 2015 | People's Choice Awards       | Ator Favorito em um Filme de Ação         | Chris Evans                                         | Venceu    | [ 32 ] |
| 2015 | People's Choice Awards       | Atriz Favorita em um Filme de Ação        | Scarlett Johansson                                  | Indicado  | [ 32 ] |
| 2015 | Óscar                        | Melhores efeitos visuais                  | Dan DeLeeuw, Russell Earl, Bryan Grill e Dan Sudick | Indicado  | [ 33 ] |
| 2015 | Prêmio Saturno               | Melhor Comic-to-Film Motion Picture       | Captain America: The Winter Soldier                 | Indicado  | [ 34 ] |
| 2015 | Prêmio Saturno               | Melhor Diretor                            | Joe Russo and Anthony Russo                         | Indicado  | [ 34 ] |
| 2015 | Prêmio Saturno               | Melhor Roteiro                            | Christopher Markus e Stephen McFelly                | Indicado  | [ 34 ] |
| 2015 | Prêmio Saturno               | Melhor Ator                               | Chris Evans                                         | Indicado  | [ 34 ] |
| 2015 | Prêmio Saturno               | Melhor ator coadjuvante                   | Anthony Mackie                                      | Indicado  | [ 34 ] |
| 2015 | Prêmio Saturno               | Melhor ator coadjuvante                   | Samuel L. Jackson                                   | Indicado  | [ 34 ] |
| 2015 | Prêmio Saturno               | Melhor atriz coadjuvante                  | Scarlett Johansson                                  | Indicado  | [ 34 ] |
| 2015 | Prêmio Saturno               | Melhor Música                             | Henry Jackman                                       | Indicado  | [ 34 ] |
| 2015 | Prêmio Saturno               | Melhor Edição                             | Jeffrey Ford e Matthew Schmidt                      | Indicado  | [ 34 ] |
| 2015 | Prêmio Saturno               | Melhor Design de Produção                 | Peter Wenham                                        | Indicado  | [ 34 ] |
| 2015 | Prêmio Saturno               | Melhores Efeitos Especiais                | Dan DeLeeuw, Russell Earl, Bryan Grill e Dan Sudick | Indicado  | [ 34 ] |
| 2015 | Empire Awards                | Melhor Suspense                           | Captain America: The Winter Soldier                 | Indicado  | [ 35 ] |
| 2015 | MTV Movie Awards             | Melhor Luta                               | Chris Evans vs. Sebastian Stan                      | Indicado  | [ 36 ] |
| 2015 | MTV Movie Awards             | Melhor Beijo                              | Scarlett Johansson e Chris Evans                    | Indicado  | [ 36 ] |

## Sequência
O terceiro filme da franquia Capitão América, foi lançado no dia 6 de maio de 2016, sendo dirigido pelos irmãos Joe e Anthony Russo.